# Каратницький Модест Ізидорович

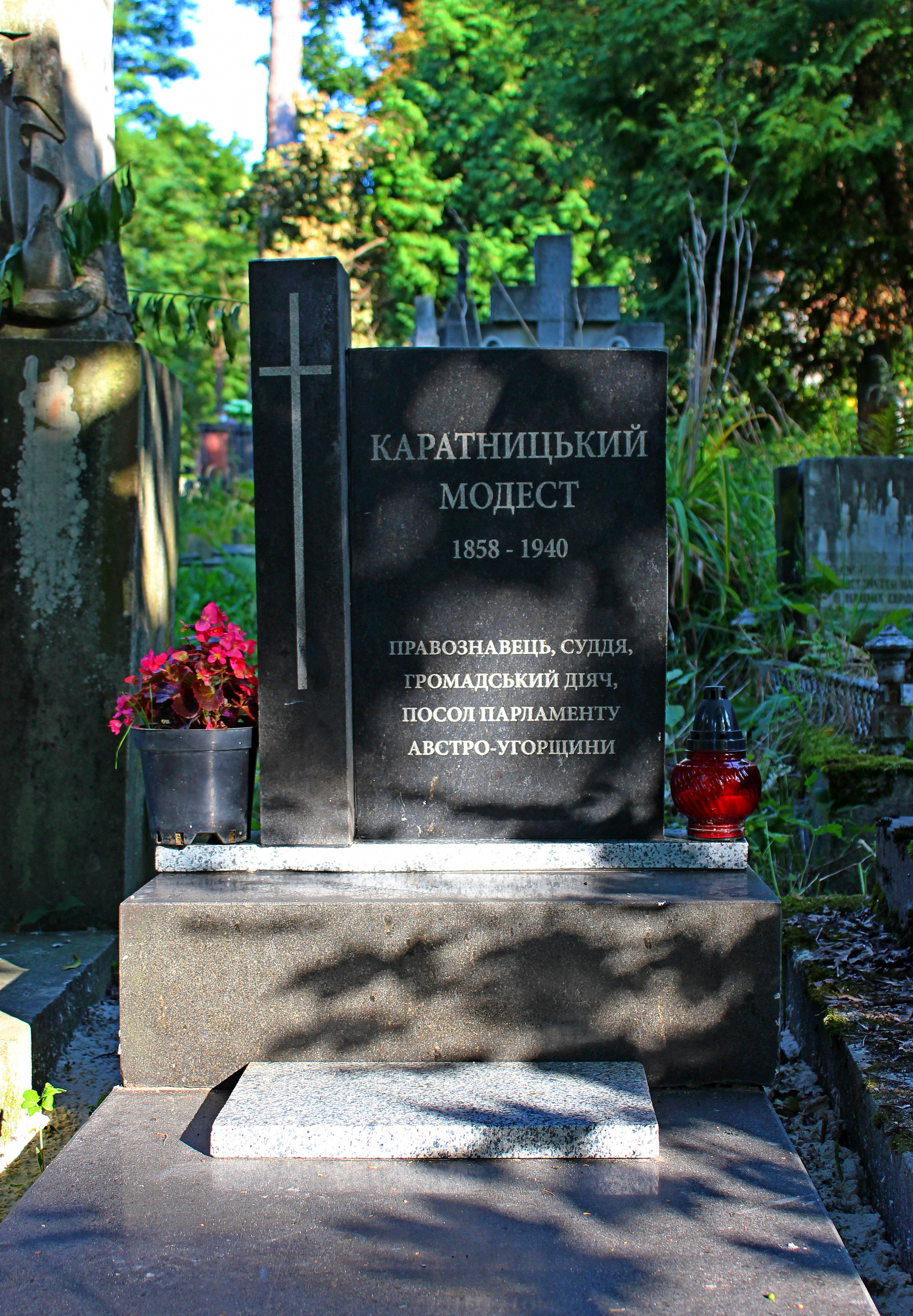

Моде́ст Ізидо́рович Каратни́цький (нар. 1 жовтня 1858, Іллінці, Заболотівський повіт, Коломийський округ, Королівство Галичини та Володимирії, Австрійська імперія — 30 листопада 1940, Львів, Українська РСР, СРСР) — український правник, суддя, громадський діяч, голова Товариства українських правників. Посол Галицького сейму та Австрійського райхсрату.

## Життєпис
Закінчив у 1877 р. гімназію в Коломиї. Вивчав право: в 1877—1879 рр. — в Чернівецькому університеті, 1879—1881 рр. — У Віденському та 1881 р. — у Львівському.
З 1881 р. на судовій службі в Галичині, спочатку юридичний стажер, у 1884 р. аускультант Заболотівського повітового суду (Снятинський повіт). З 1885 р. в Коломийському окружному суді: 1890 — ад'юнкт, 1897 — повітовий суддя. З 1899 р. — крайовий суддя і голова повітового суду в Калуші. З 1902 р. — крайовий суддя окружного суду Коломиї. З 1908 р. віце-голова Самбірського окружного суду. З 1909 р. — голова Бережанського окружного суду.
Помер у Львові, похований на 60 полі Личаківського цвинтаря. Місце поховання , на жаль , було втрачене , але завдяки пошуковій роботі ,  здійсненій науковими співробітниками музею „Личаківський цвинтар” ,  було віднайдене у 2021 році.  Нещодавно  дирекцією ЛКП „Музей „Личаківський цвинтар” на могилі М. Каратницького   встановлено надгробок .

## Громадська діяльність
Голова українського крайового Товариства охорони дітей і опіки над молоддю, опікун «Пласту».
Посол IX каденції австрійського Райхсрату (1897—1900) від 14 округу Самбір—Лука—Старе місто—Стара Сіль—Турка—Бориня—Угнів—Рудки—Комарно. У Райхсраті увійшов у Клуб «Слов'янська християнська національна асоціація».
Посол VII каденції (1895—1901) Галицького сойму. Обраний у 35 окрузі (від Калуського повіту), IV курія.
У 1934—1939 роках — голова Земельного іпотечного банку — по Яну Матишевському; обов'язки директора виконував Сінгалевич Володимир.